# Michael Koller (Autor)

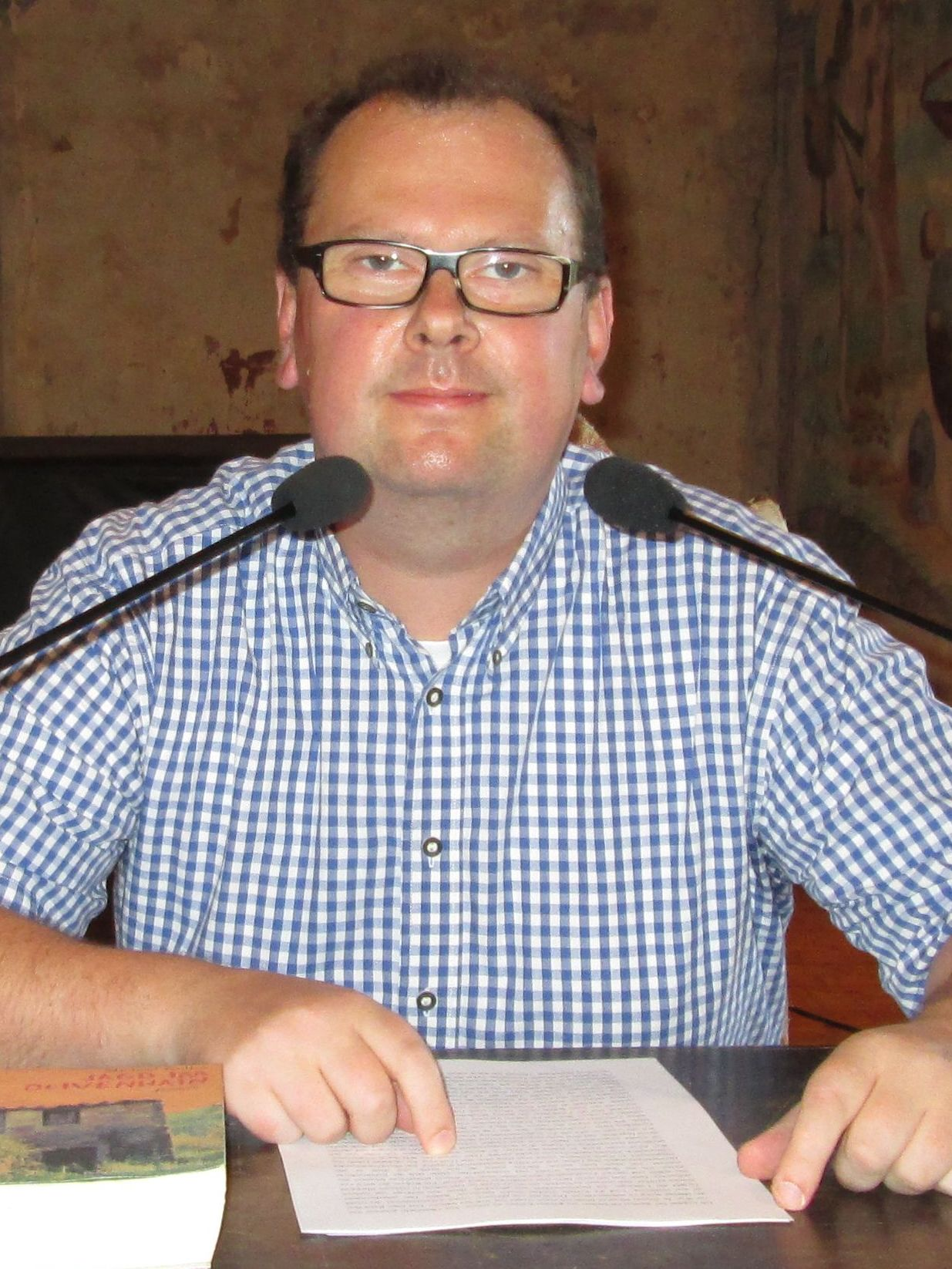
Michael Koller bei einer Lesung auf der Burg Raabs im August 2013.

Michael Koller (* 14. März 1972 in Gmünd) ist ein österreichischer Schriftsteller.

## Leben
Michael Koller absolvierte im Jahr 1991 die Handelsakademie in Gmünd, leistete seinen Präsenzdienst beim Bundesheer ab und arbeitete anschließend in unterschiedlichen Branchen und Berufszweigen. Nach der Hochzeit mit seiner Frau Susanne übersiedelte er im Jahr 2004 nach Hoheneich, wo er heute gemeinsam mit seiner Gattin, seiner Tochter und seinem Sohn lebt.
Das Schreiben hat Michael Koller seit seiner Schulzeit begleitet und im Jahr 2009 begann er diese Leidenschaft zum Beruf zu machen. Neben seiner schriftstellerischen Tätigkeit arbeitet er auch als freiberuflicher Webdesigner, Texter, Reporter, Fotograf und Online-Redakteur im Sportbereich.

## Werke
- Fallstricke. Kriminalroman. Federfrei, Marchtrenk 2011, ISBN 978-3-902784-08-7.
- Clara. Thriller. Federfrei, Marchtrenk 2012, ISBN 978-3-902784-19-3.
- Jagd im Olivenhain. Thriller. Bibliothek der Provinz, Weitra 2013, ISBN 978-3-99028-208-3.
- Letzter Elfmeter. Kriminalroman. Federfrei, Marchtrenk 2013, ISBN 978-3-902784-33-9.
- Tödlicher Kunstfehler. Thriller. Federfrei, Marchtrenk 2014, ISBN 978-3-902784-47-6.
- Notizen eines Sommers. Kriminalroman. Federfrei, Marchtrenk 2016, ISBN 978-3-903092-19-8.
- Der Konzern. Thriller. Federfrei, Marchtrenk 2017, ISBN 978-3-903092-78-5.
- Die Herrschaft der Grossväter. Thriller. Federfrei, Marchtrenk 2018, ISBN 978-3-990740-27-9.
- Die Survival Show. Thriller. Federfrei, Marchtrenk 2020, ISBN 978-3-990741-19-1.
- Sand des Vergessens. Thriller. Federfrei, Marchtrenk 2022, ISBN 978-3-990741-85-6.
- Tödliche Sprichwörter. Thriller. Federfrei, Marchtrenk 2024, ISBN 978-3-99074-282-2.